# Tangendorf (Toppenstedt)

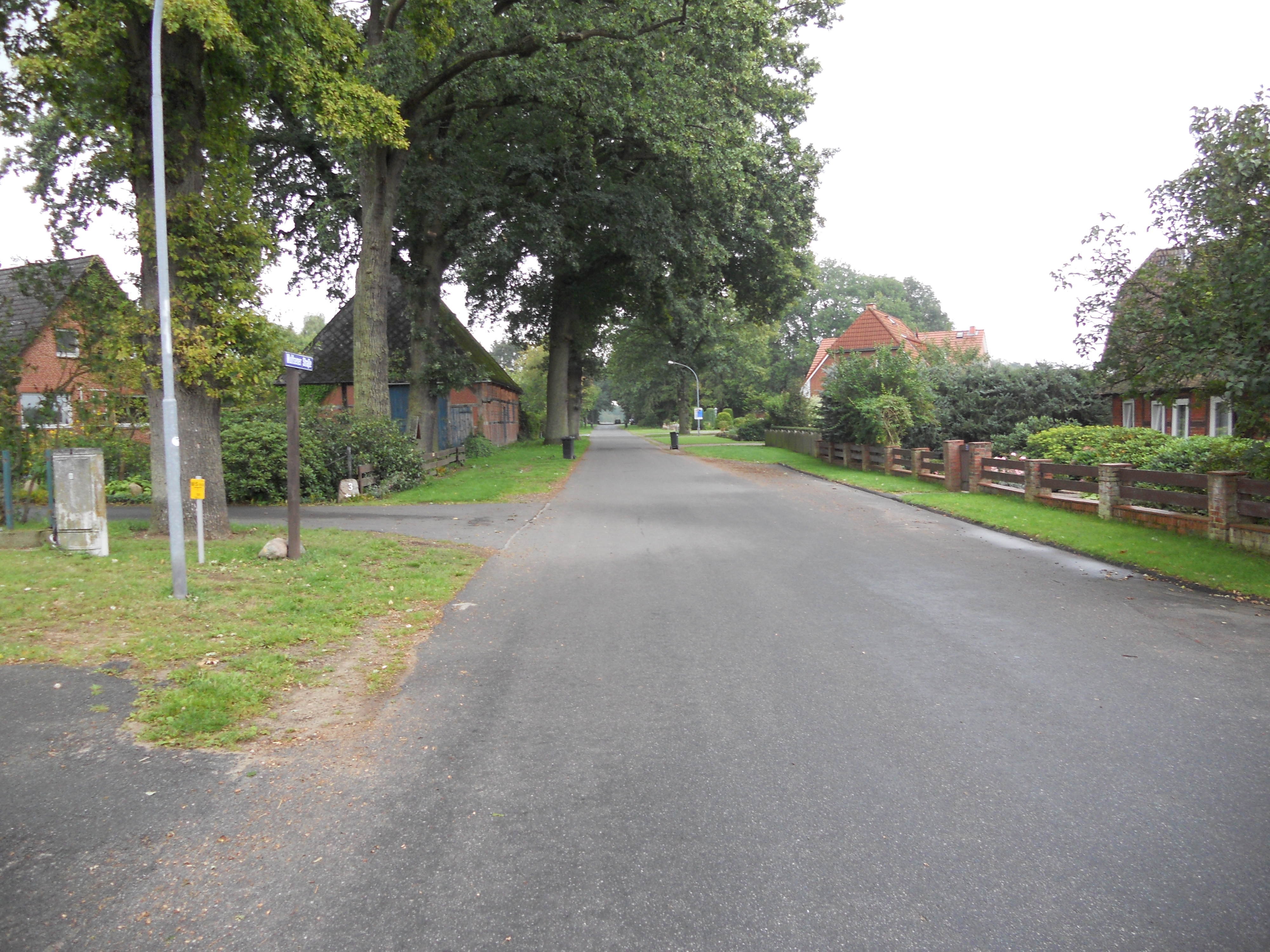
Tangendorf

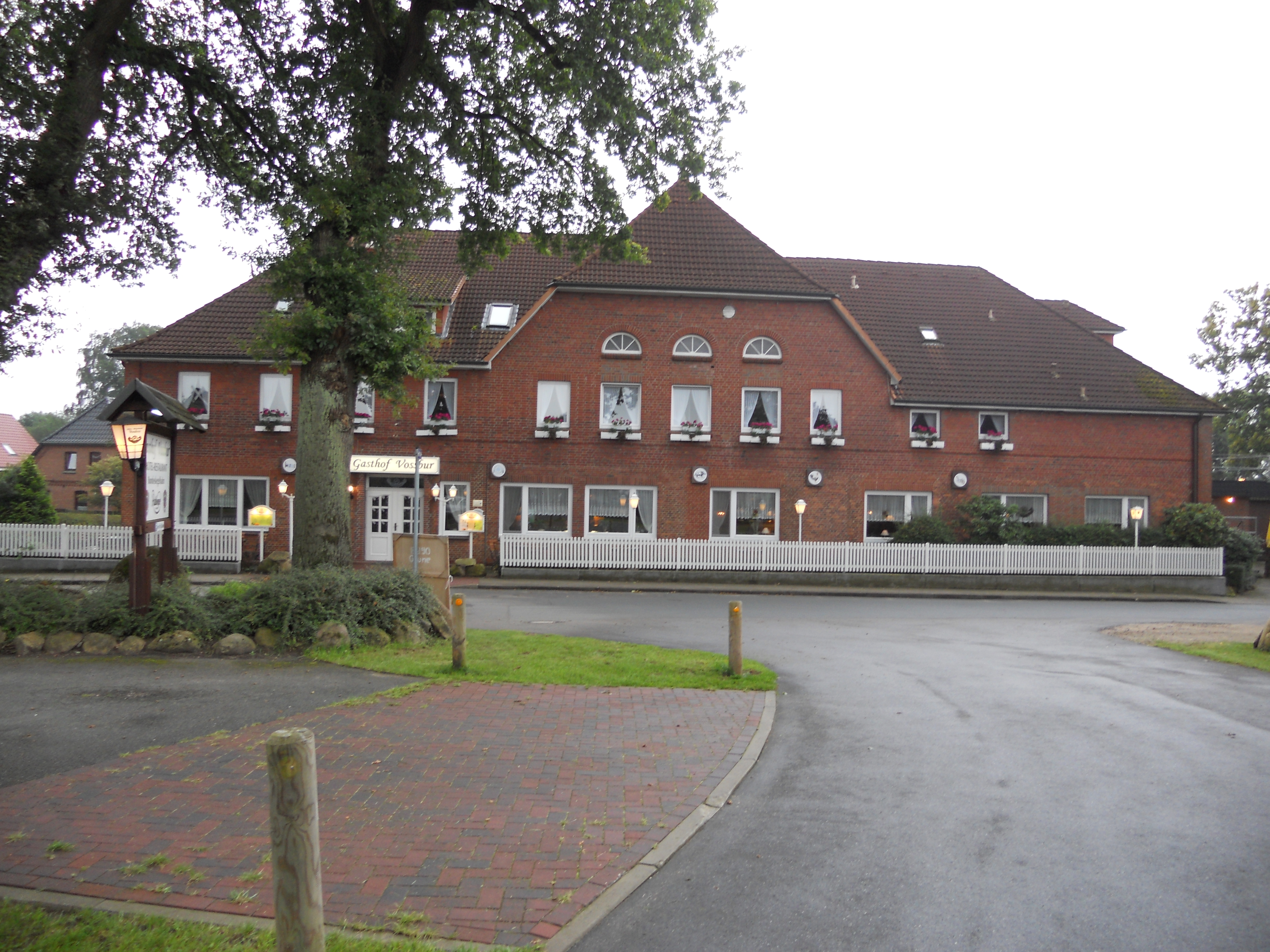
Vossbur

Tangendorf ist ein Gemeindeteil der Gemeinde Toppenstedt in der Samtgemeinde Salzhausen im Landkreis Harburg in Niedersachsen.

## Geografische Lage
Tangendorf liegt etwa 35 km südlich von Hamburg, teilweise im nördlichen Naturpark Lüneburger Heide
sowie nördlich des Landschaftsschutzgebietes Garlstorfer Wald und weitere Umgebung
Das Gebiet des Ortsteils hat eine Fläche von 935 ha.

## Beschreibung
Der Ort ist landwirtschaftlich geprägt und überwiegend mit traditionellen Hofanlagen bebaut. Aktiv sind noch vier Bauernhöfe. An Infrastruktur sind im Dorf ein Dorfladen und ein ländliches Hotel vorhanden.

## Geschichte

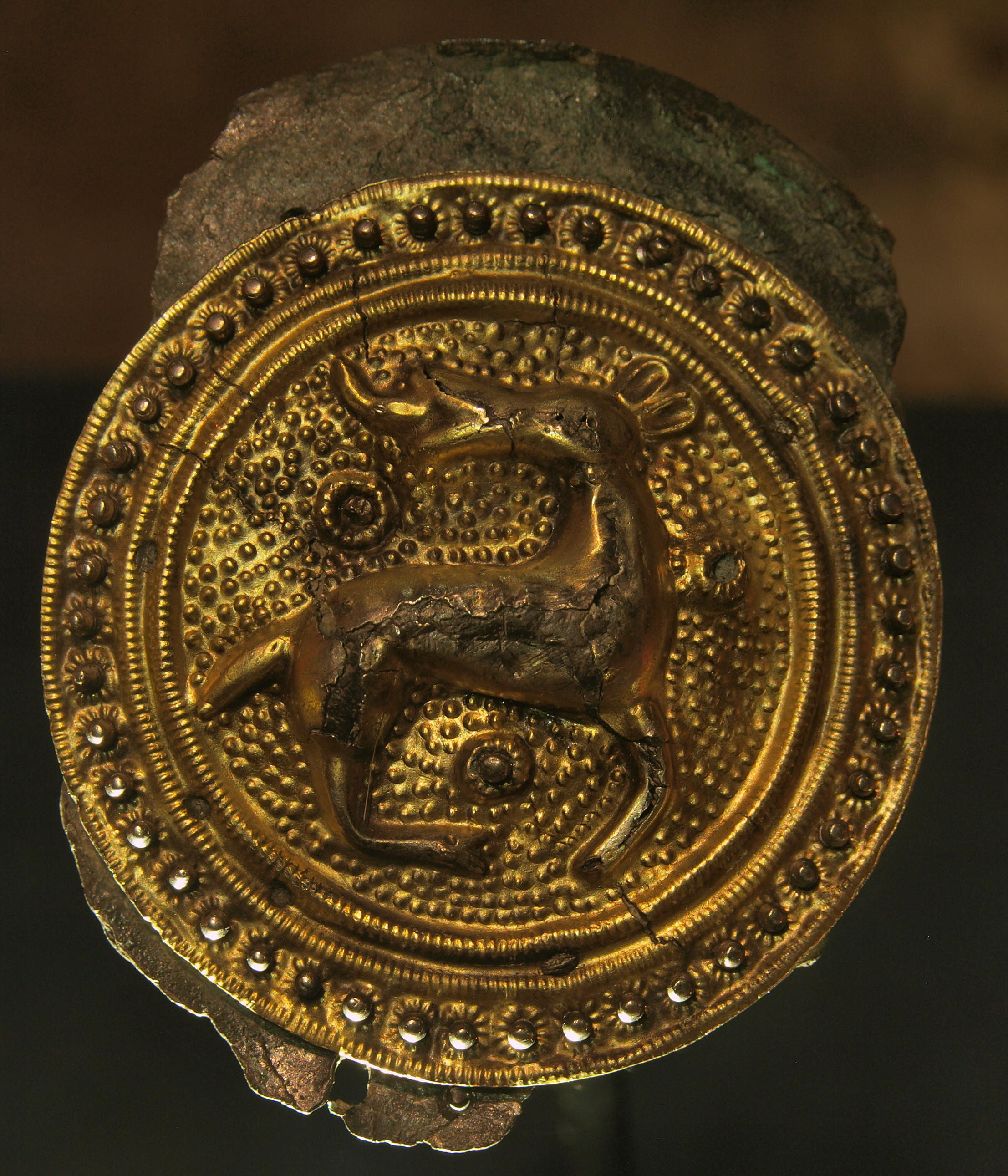
Die Scheibenfibel von Tangendorf

Tangendorf leitet sich vom ursprünglichen Namen Tannendorf ab. Denn das Dorf bestand damals in einem großen Tannenwald.
1930 wurde bei einem bronzezeitlichen Grabhügel die Scheibenfibel von Tangendorf gefunden, die zu den prächtigsten Fibeln der Römischen Kaiserzeit Norddeutschlands gehört und 2002 Wappensymbol der Gemeinde Toppenstedt wurde. Die Fibel wird im Archäologischen Museum Hamburg gezeigt.
Am 1. Juli 1972 wurde Tangendorf in die Nachbargemeinde Toppenstedt eingegliedert.

### Einwohnerentwicklung
Die Einwohnerzahl hat im beobachteten Zeitraum in der Regel kontinuierlich zugenommen. Der prozentuale Anteil der Einwohner Tangendorfs an der Gesamteinwohnerzahl der Gemeinde Toppenstedt ist deutlich gestiegen. In der folgenden Tabelle wird nur die Bevölkerung mit dem Hauptwohnsitz in Tangendorf aufgeführt.
| Datum         | Einwohner |
| ------------- | --------- |
| 6. Juni 1961  | 476       |
| 27. Mai 1970  | 500       |
| 31. Dez. 1976 | 594       |
| 30. Juni 1999 | 776       |
| 31. Dez. 2002 | 777       |
| 31. Dez. 2003 | 809       |
| 31. Dez. 2004 | 833       |

## Freizeitangebote
Im Umkreis gibt es gut angelegte Wanderwege, ein Badeteich bereichert das Ortsbild. Die gesellschaftlich wichtigsten Vereine sind der Schützenverein und die Freiwillige Feuerwehr.

## Jährlich wiederkehrende Veranstaltungen
Traditionell findet zum Dorfgemeinschaftsfest das Buurnreken (Holzauktion) statt. Wichtige Veranstaltungen der Dorfgemeinschaft sind Faslam und das Schützenfest, dessen Höhepunkt der Königsball ist.

## Verkehr
Der Bahnhof Tangendorf lag an der mittlerweile stillgelegten Bahnstrecke Wittenberge–Buchholz.